# Френкель, Яков Абрамович
Яков Абрамович Френкель (14 августа 1877, Таганрог — 21 ноября 1948, Москва) — музыковед, участник квартета, лектор, скрипач, участник камерных концертов, основатель районной музыкальной школы. 

## Биография
- С 1901 год по 1904 год, преподавал теорию и историю музыки и по совместительству был инспектором музыкальных курсов Я. С. Кауфмана в Одессе.
- С 1920 года работал директором и преподавателем теории и истории музыки в Музыкальном техникуме.
- С 1934 год по 1948 год был одним из создателей симфонического оркестра научных работников, а также хора капеллы основанных при Доме ученых.

Похоронен в Москве на Донском кладбище , участок 4.

## Семья
- Племянник — Френкель, Яков Ильич — знаменитый физик-теоретик.

## Публикации
- К судьбам симфонической музыки в Одессе" (Муз. самообразование, 1907, № 11—12)
- «Памяти Э. Грига» (там же, № 13), «1905—1906 годы в Париже. Обрывки воспоминаний, силуэты» (Прожектор, 1926, № 3)
- «Шопен» (Красная нива, 1926, № 49),
- «Революция в музыкальной технике» (о вариафоне Е. А. Шолпо; Известия, 1935, № 121).